# いわさきICカード

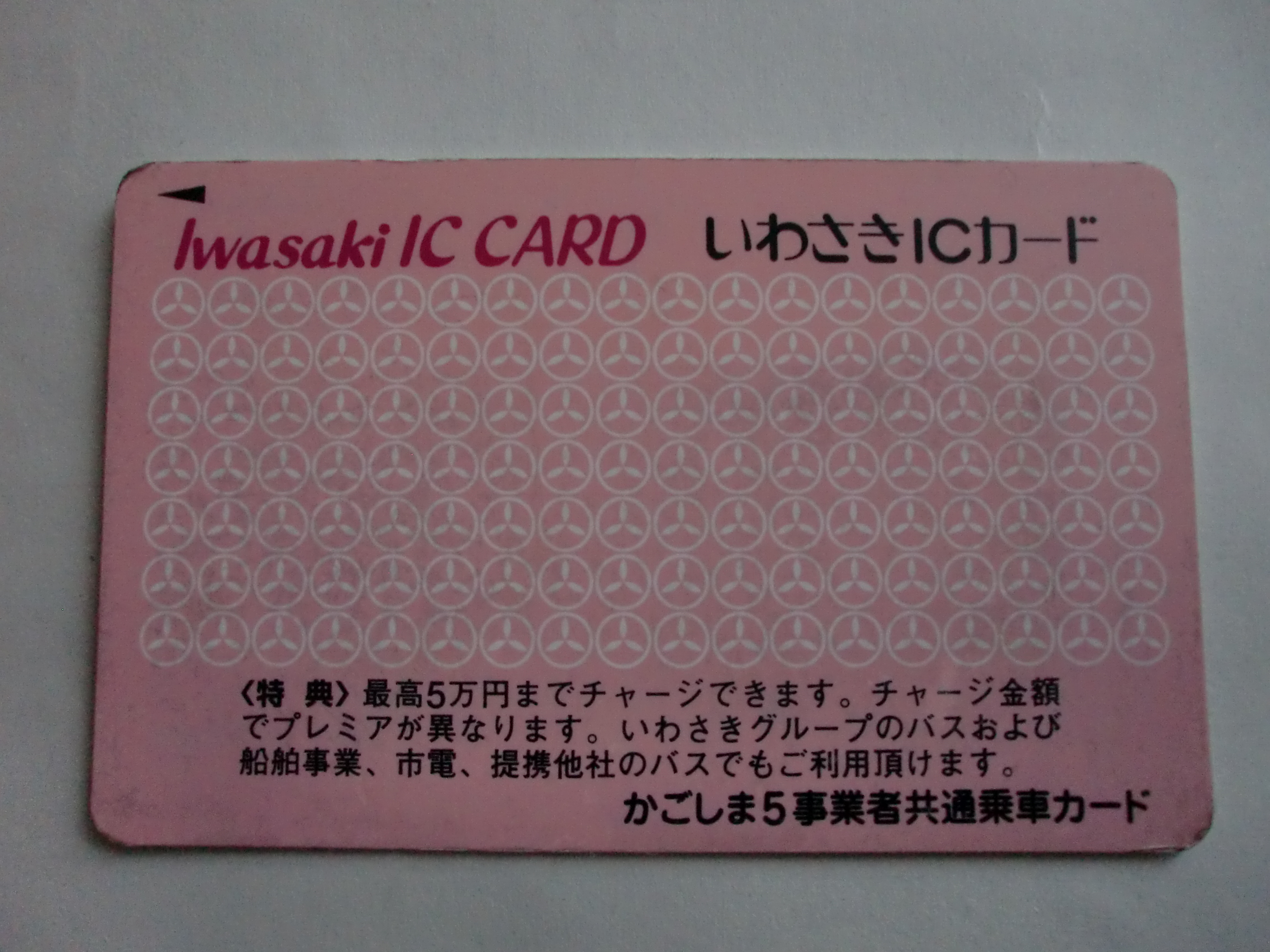
いわさきICカード

いわさきICカードとは、2005年4月1日に利用が開始されたICカード方式の共通乗車カードで、鹿児島県の交通事業者が発行するかごしま共通乗車カードの一種。制度上は回数乗車券の位置づけで、いわさきコーポレーショングループ（鹿児島交通）が発行している。
かごしま共通乗車カードの一種であるラピカ（鹿児島市交通局などが導入）とも相互利用が可能だが、サービス内容が一部異なる。

## 概要

相互利用関係（クリックで拡大）

Felicaをベースとした交通向けICカードである。いわさきグループが運行する鹿児島交通バス、種子島・屋久島交通バス、鴨池・垂水フェリー、鹿児島商船フェリーはいびすかす、高速船トッピー&ロケットで利用可能であるほか、Rapicaとの相互利用により鹿児島市電、鹿児島市営バス、南国交通バス、JR九州バス北薩線、桜島フェリーでも利用可能で、鹿児島県本土部および屋久島の大半のバスで利用可能である。参加事業者の運行路線のある熊本県南部（水俣市）や宮崎県西部（都城市）に通ずるバス路線でも利用可能。
乗降車時にカードをカードリーダーにタッチさせることで運賃がカードの残額から自動的に引き落とされる仕組み。子供用や障害者用カードはない。分類上はSFカードに分類されるが、PaSoRiに付属するSFカード用乗降車履歴表示ソフトウェア（SFCard Viewer）には対応していない。
積み増し（チャージ）した際には、入金額より割り増した金額が利用可能額として加算されるようになっている。また、割増率は入金額が大きいほど高くなる。午前11時から午後3時までの間にいわさきグループのバスから降車した場合、昼間割引運賃が適用される。
相互利用のラピカともども、SUGOCA・nimoca・Suicaなどの全国相互利用ICカードとの相互利用は不可能である。

## 歴史
- 2025年10月 - 積み増し時の1割加算を廃止予定[3]。

## 発売額
初回発売時の発売額は以下の4種類。（ ）内は初回発売時の利用可能金額。発売額にかかわらずデポジット500円を含む（カードが不要となった際に窓口に返却した場合はデポジット額が返還される）。いずれも利用可能額は割り増しとなっているため、発売額から500円を引いた金額より高くなっている。
- 3,000円（2,750円）
- 10,500円（11,000円）
- 30,500円（33,600円）
- 50,500円（57,500円）

### カードの積増方法

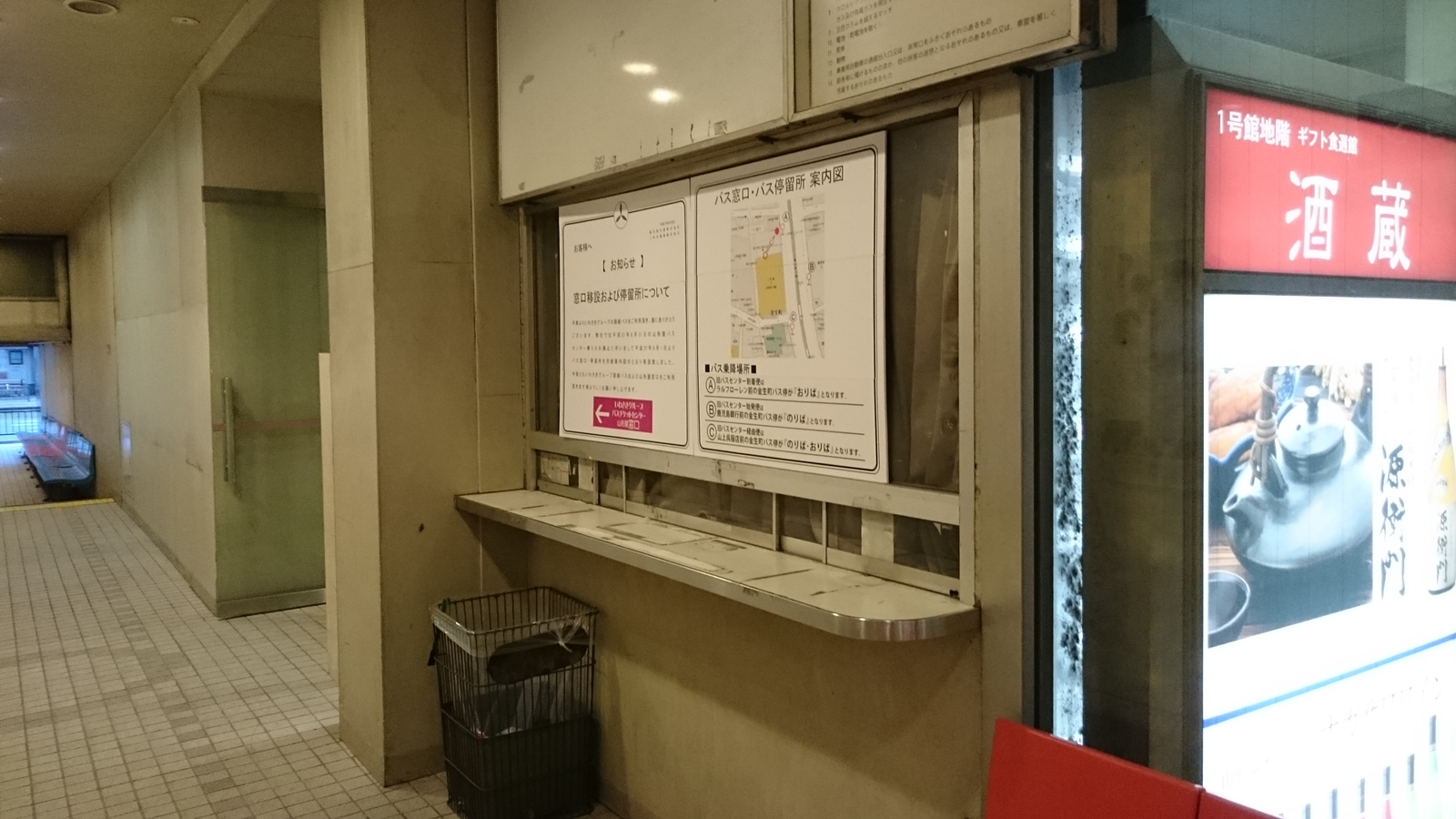
閉鎖後の山形屋バスセンター・旧窓口（2016年1月31日撮影）

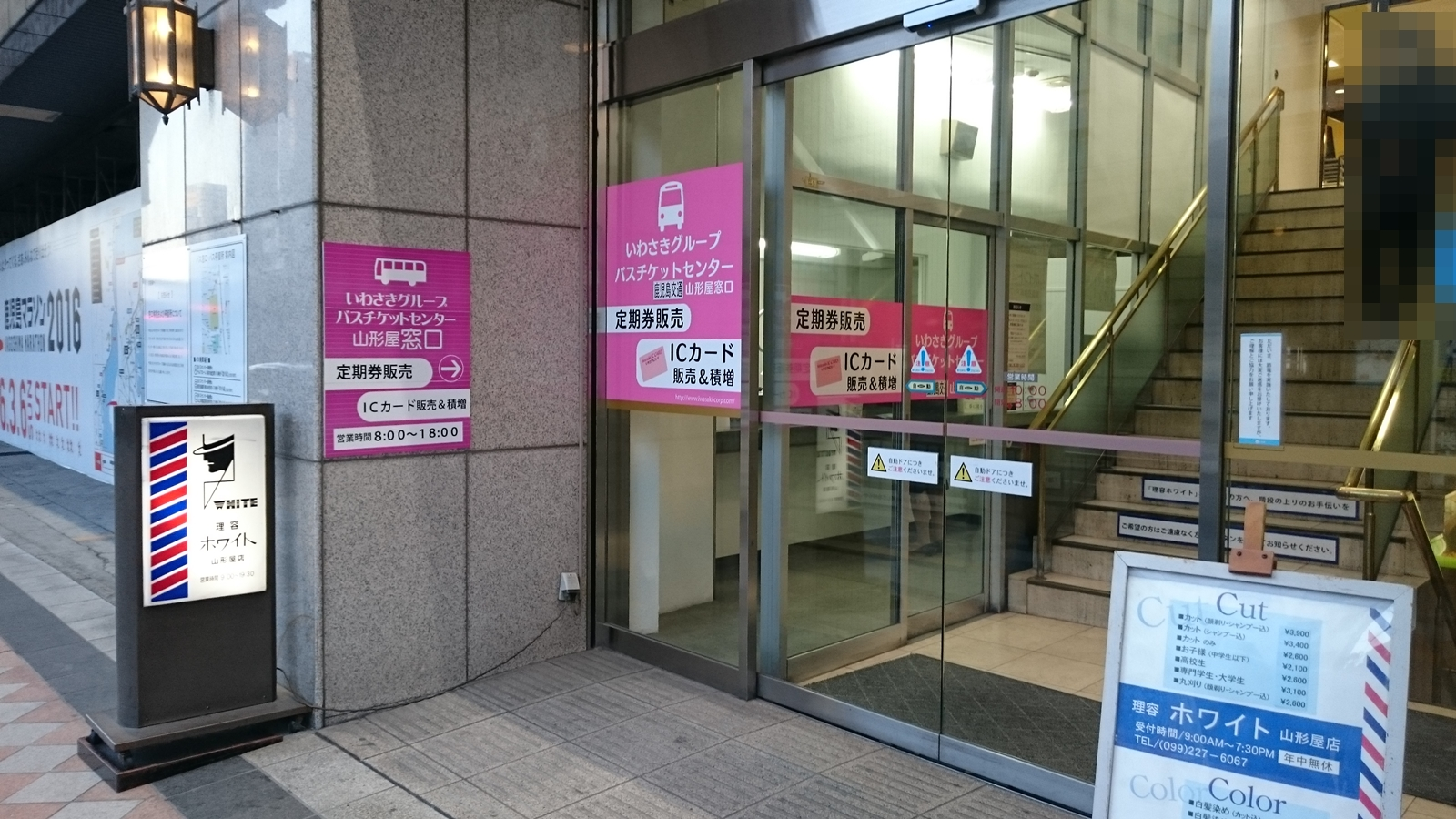
いわさきグループ バスチケットセンター 山形屋窓口（2016年1月31日撮影）

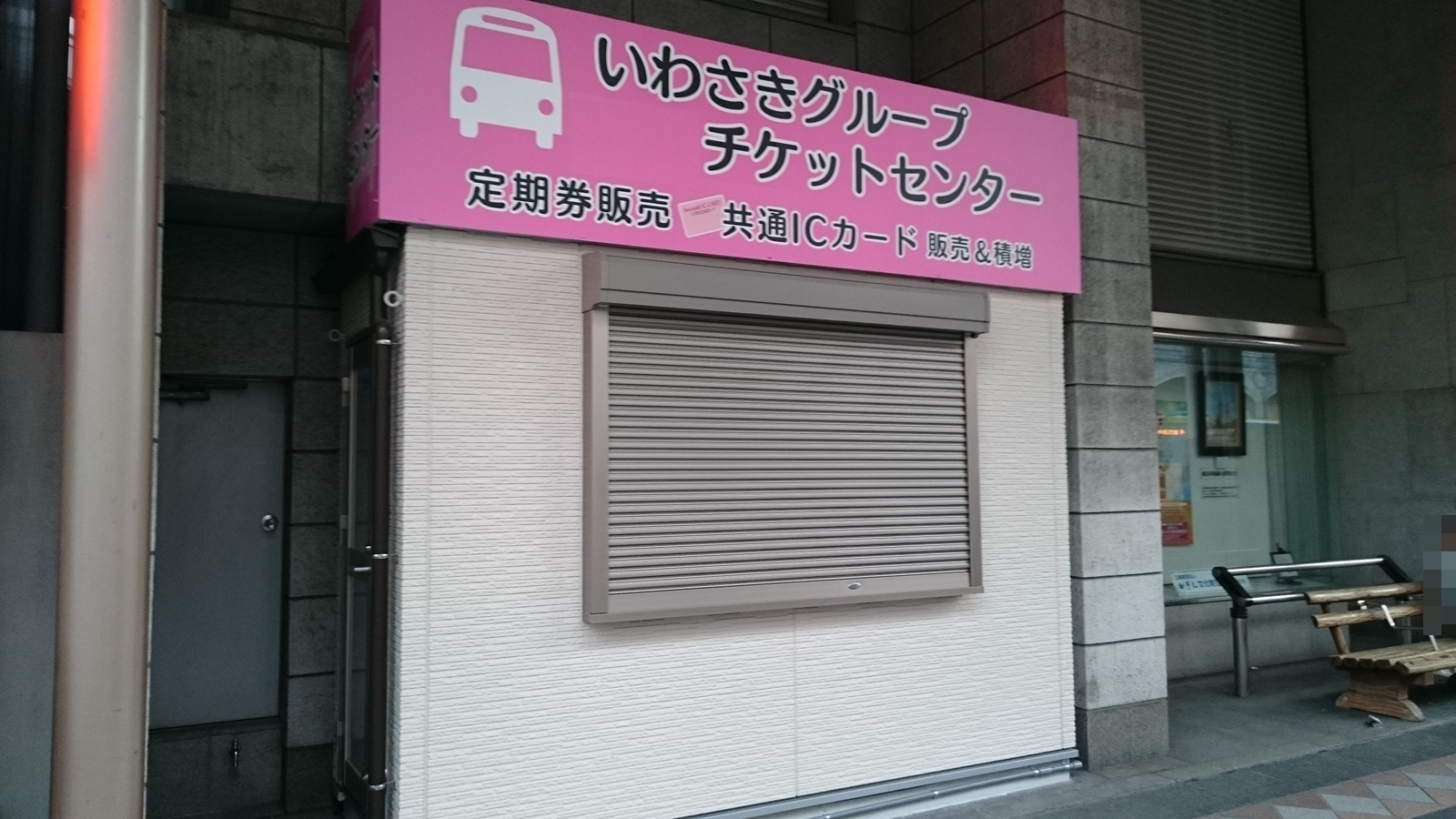
いわさきグループ 鹿児島銀行本店前窓口（2016年1月31日撮影）

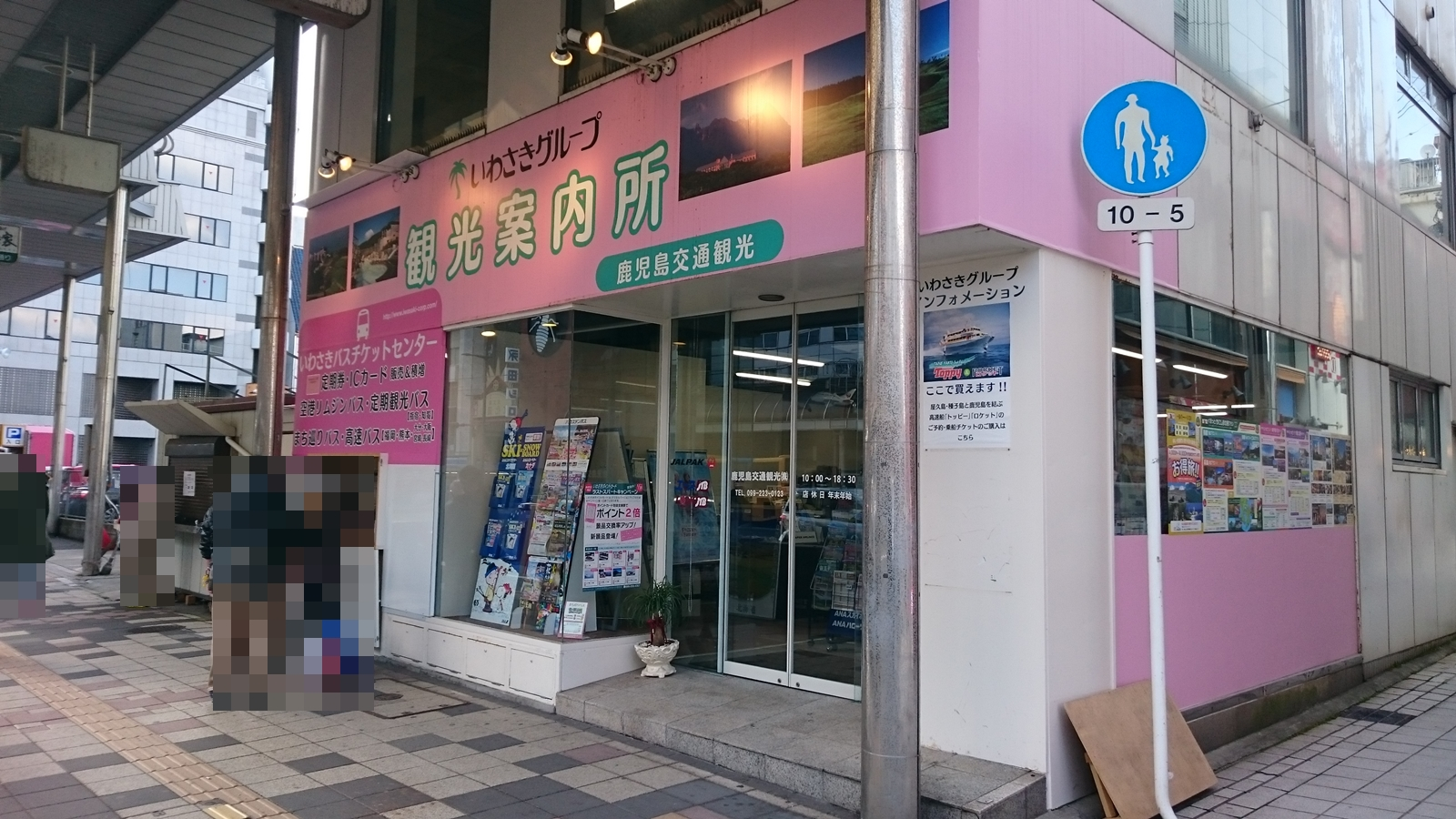
いわさきバスチケットセンター 天文館窓口
奥に見えるプレハブが2015年5月12日まで使われた旧窓口（2016年1月31日撮影）

各バス会社の車内・営業所などで、積み増しが出来る。バス車内では運転手に申し出て、チャージ機を操作してもらう必要がある。また、鹿児島市電の車両内の自動積み増し機でも積み増しが出来る。

### 積み増しできる金額
鹿児島県内の路線バスおよび市電の車内では1,000円/回、天文館などにある窓口と山形屋や鹿児島市役所内にある自動端末では最大10,000円/回の積み増しができ、最大で50,000円まで積み増すことができる。ただし、車内での連続した積み増しはできない。